# UV-scout

UV-scouts logotyp och förbundsmärke.

UV-Scout (UV är en förkortning av Unga Viljor) tillhör SAU, Svenska Alliansmissionens Ungdom, och är dess scoutverksamhet.
Unga Viljor startades 1942 i Gnosjö.

## Föreningens namn
1942 bildades Unga Viljor, som ett sätt att få barn och ungdomar att bli kvar i den frikyrkliga verksamheten. Till en början var det ett krav att även vara medlem i söndagsskolan, men detta togs snart bort. Under 1970-talet genomgick Unga Viljor en process att närma sig scoutmetoden, och namnet ändrades 1992 till att även inkludera termen scout. UV-Scout är inte anslutna till Scouterna. 2018 fanns det cirka 4000 UV-scouter, fördelade på ca 73 UV-scoutkårer i södra Sverige.

## Inriktning och aktiviteter

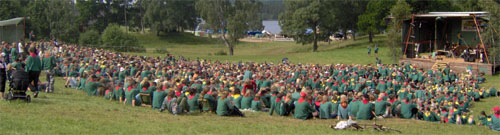
UV-scoutlägret Mersmak 2005, cirka 3 500 deltagare.

UV-scout inriktar sig mot en naturnära gemenskap som på många sätt överensstämmer med Lord Baden-Powells så kallade scoutmetod. Den pedagogiska delen av UV-scoutrörelsen är inriktad mot ett praktiskt lärande för barn som vuxna, vilket väl överensstämmer med den scoutrörelsens metoder. "Learning-by-doing" är sålunda ett uttryck som väl passar UV-scout.
I egenskap av en uttalat kristen verksamhet är gemensamma möten ofta orienterade lika mycket mot scouting som mot undervisning i kristen tro och församlingarnas ideal.

Varje kår träffas vanligen en gång i veckan för att utföra övningar i scoutkunskap, såsom överlevnadskunskap, kunskap om växter och djur, miljömedvetenhet, första hjälpen, etc. Rörelsen bygger liksom Svenska Scoutförbundet utvärdering av kunskap på märkestagning, att med andra ord belöna uppnådd kunskap med ett speciellt märke inom ämnesområdet. Dessa märken sys på den gemensamma uniformen.
Utöver de inom varje kår regelbundna mötena anordnas även större gemensamma sammankomster, ofta i form av läger där ett antal kårer deltar.

### Målsättning för utbildning inom scoutverksamheten
Inom UV-scout är undervisning en lika stor del som gemenskap, teoretiska kunskaper erhålls genom praktik och gemenskap. Undervisningen har delats in i sex så kallade arbetsområden, vilka ämnar uppfylla UV-scouts målsättning att hjälpa UV-scouten till en personlig kristen tro, att ge UV-scouten kunskap om miljön omkring oss och lära denne att leva i den, samt att stimulera UV-scouten till ett aktivt ansvarstagande. Varje arbetsområde ses av organisationen som en del i strävan att skapa goda medmänniskor.

### Arbetsområdenas omfång och betydelse
Betydelsen av arbetsområdena framgår av hur de tillämpas. Det slutgiltiga resultatet av de olika ämnena är att kunskap utvärderas och belönas med förtjänstmärken, men den enskilde UV-scouten stöter ständigt på de olika områdena i sitt lärande. Verksamheten bygger till stor del på de uppgifter och teman som utformats inom de olika områdena.

### Arbetsområdenas innehåll
1. "Jesus och vi" 
2. "Scouting" 
3. "Natur och miljö" 
4. "Vi tillsammans" 
5. "Till alla folk" 
6. "Rätt hjälp"
Ungefär 1/3 av verksamheten är fokuserad på arbetsområdet "Jesus och vi", 1/3 på "Scouting" och 1/3 på övriga fyra områden. 

### Ledarutbildning
Inom UV-scout genomförs ett antal olika ledarutbildningar:
- Scoutinvest, en helgkurs för blivande och nyblivna ledarscouter från 13 år
- Växtverk, en kurs som sträcker sig över tre helger under ett läsår för ledarscouter och nyblivna UV-scoutledare från 15 år
- Upplev, en ledarutbildning i fjällmiljö under en sommarvecka
- Redo att leda, en gemensam ledarutbildning tillsammans med flera andra frikyrkliga scoutorganisationer
- Steg Ett, en kurs för nyblivna UV-scoutledare

## Märkestagning
Märken tilldelas UV-scouter efter att de uppfyllt kraven för märket i fråga. Denna ceremoni sker oftast i samband med gudstjänst, och överlämnandet från ledare till UV-scout utförs genom att ledaren i sin vänstra hand har placerat märket i öppen handflata. Därpå placerar UV-scouten sin öppna hand vänd med handflatan nedåt över ledarens hand, och samtidigt som de hälsar varandra med UV-scouts hälsning, vänds händerna i ett handslag så att ledarens nu hamnar överst. Detta resulterar i att UV-scouten får märket i sin hand. Märket skall därefter sys fast på uniformen.
Olika märken betecknar olika kunskaper som bevisats eller upplevelser och erfarenheter som vunnits. 

### Förtjänstmärken
Speciella förtjänstmärken i form av en femuddig tilldelas efter kunskapsbevis. Totalt tre stjärnor delas ut med olika grundläggande kunskapskrav så som enkla knopar, surrningar, lätt bibelkunskap och miljötänkande.

### Ämnesmärken
Ämnesmärkena fungerar som fördjupning, och denna märkestagning påbörjas först då man innehar samtliga tre stjärnor. Liksom stjärn-märkena finns det tre stycken fördjupningsmärken:
Bibelmärket med fokus på bibeln säger om hur man ska leva, vad Jesus gjorde och olika minnesverser.
Missionsmäket med fokus på vad missionärer gör och varför de gör det.
Elitmärket är det sista märket man får och innefattar alla delar av scoutingen man fått lära sig hittills. Mer avancerade surrningar, knopar, bibelkunskap. Man ska också bl.a. kunna hjälpa till att bygga upp kök och lägerplats vid läger, hissa och hala flaggan och kunna hålla i en egen scoutkväll.

### Lägermärken
Lägermärke tilldelas alla som varit med på det årligen anordnade lägret. De flesta år anordnas läger av ett mindre antal kårer, och vart sjunde år anordnas sedan 1998 gemensamma storläger för alla UV-scouter. Märkena som erhålls efter ett storläger har ofta ett större format eller på annat sätt utmärkande form från de annars förekommande lägermärkena.
Sedan 1998 har fyra storläger genomförts:
- Storslaget 1998
- Mersmak 2005
- Medvind 2012
- Oslagbart 2019

## Åldrar och organisation inom kåren
- Mini-UV: 7–8 år
- UV-scout: 9–12 år
- Ledarscout: 13–16 år (även kallad hjälpledare inom vissa kårer)
- Ledare: från 17 år

## UV-scoutlagen, löften och lösen
Lagen:
1. En UV-scout är stilla inför Guds ord och bönen.
2. En UV-scout är hjälpsam och bryr sig om sina medmänniskor.
3. En UV-scout är rädd om sin och andras saker.
4. En UV-scout är pålitlig och håller sig till sanningen.
5. En UV-scout är en bra kompis och gör alltid sitt bästa.
6. En UV-scout är djurvän och tar hand om naturen.

Löfte: "Jag lovar att med Guds hjälp och efter bästa förmåga hålla UV-scoutlagen."
Lösen: "Kristus har segrat - vi kan segra!"